# Criminalité au Vatican

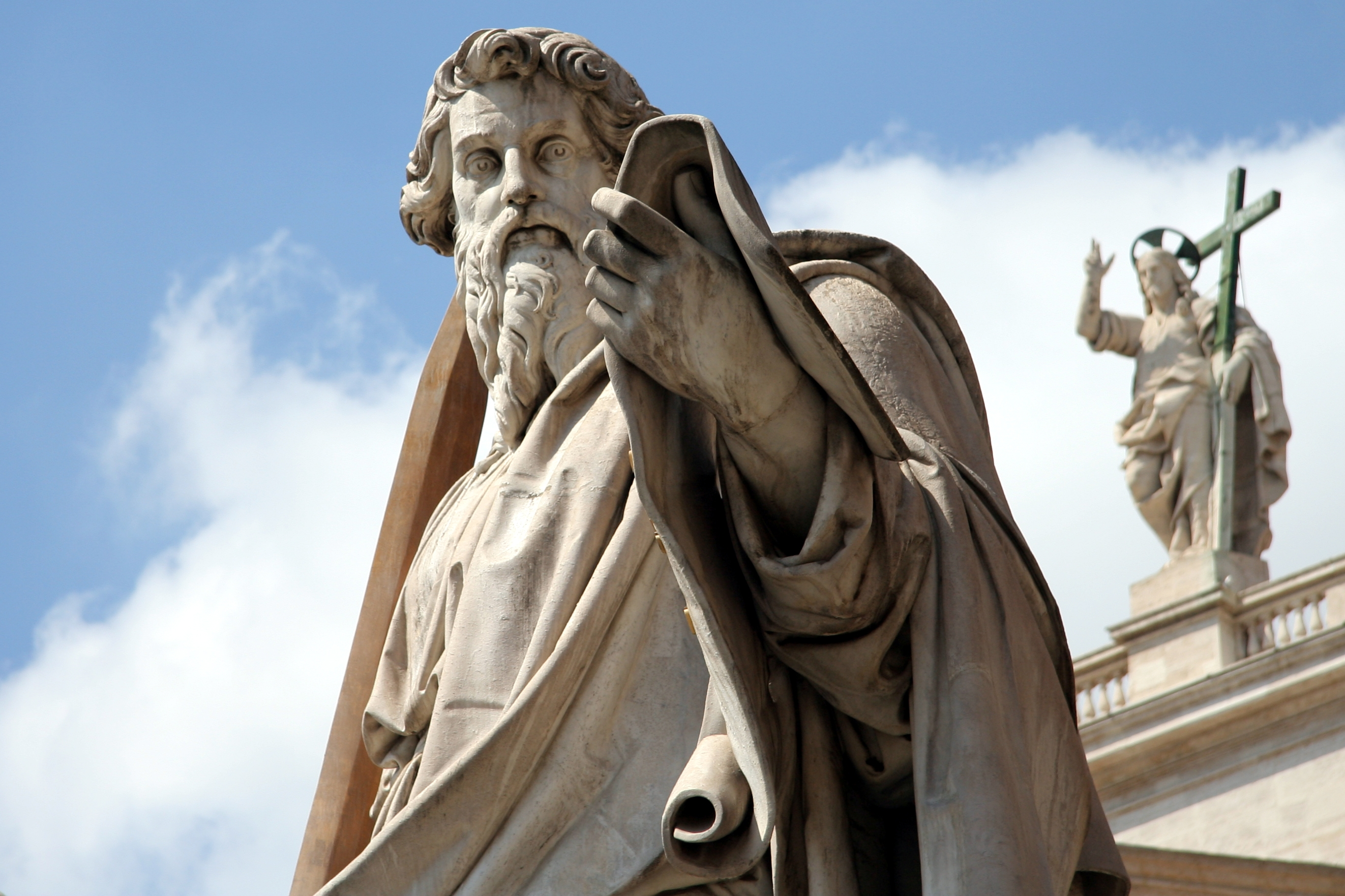
Statue de Saint Paul devant la basilique Saint-Pierre, au Vatican

La criminalité dans la Cité du Vatican est gérée en conformité avec l'article 22 des accords du Latran entre le Saint-Siège et l'Italie, par lequel le gouvernement italien, lorsqu'il est requis  par le Saint-Siège, engage les poursuites et la détention des suspects, aux frais du Vatican. Le Vatican n'a pas de système pénitentiaire. Les personnes reconnues coupables de crimes commis au Vatican accomplissent leur peine dans les prisons italiennes (Polizia Penitenziaria), les coûts étant couverts par le Vatican. Le Vatican et ses organismes, en application de l'article 11, ne peuvent être poursuivis.

## Généralités

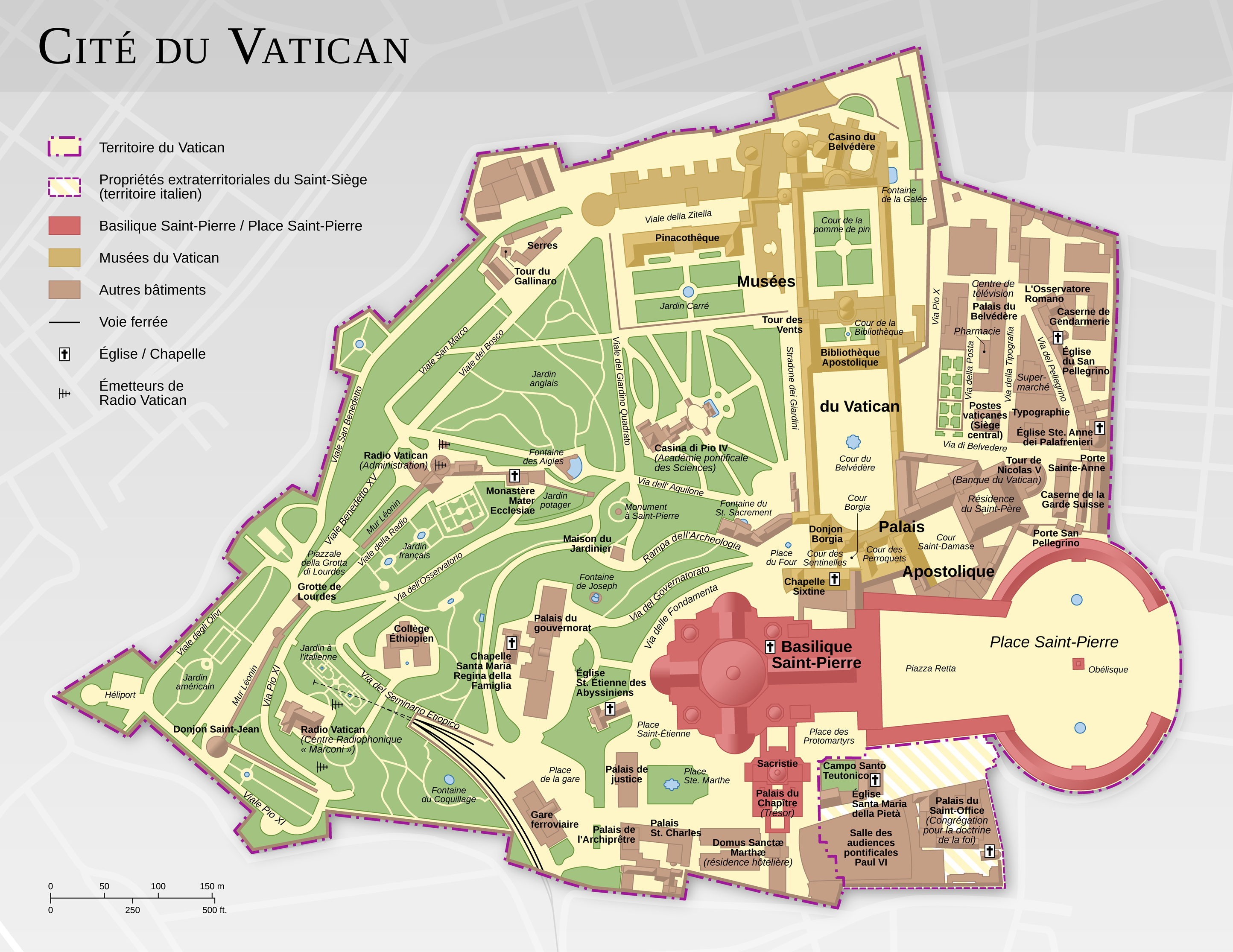
Carte de la cité du Vatican

L'article 22 des accords du Latran dispose :

« Sur demande du Saint Siège et par délégation donnée par Lui-même au cas par cas ou de manière permanente, l’Italie pourvoira, sur son territoire, à la punition des délits qui seraient commis dans la Cité du Vatican, sauf si l’auteur du délit s’est réfugié sur le territoire italien, dans ce cas, on procèdera contre lui selon les lois italiennes. Le Saint Siège livrera à l’État italien les personnes qui, s’étant réfugiées dans la Cité du Vatican, seraient poursuivies pour des actes commis sur le territoire italien et qui sont reconnus délictueux par les lois des deux États. On procèdera de façon analogue pour les personnes, poursuivies pour des délits, qui se seraient réfugiées dans les immeubles déclarés immunes dans l’article 15, à moins que les préposés à ces immeubles préfèrent inviter les agents italiens à y entrer pour les arrêter »
L'article 23 précise : 

« Pour l’exécution dans le Royaume des sentences émanant des tribunaux de la Cité du Vatican, on appliquera les normes du droit international. Les sentences et les décrets émanant des autorités ecclésiastiques, et communiqués officiellement aux autorités civiles, sur des personnes ecclésiastiques ou religieuses et concernant des matières spirituelles ou disciplinaires, auront, en Italie, pleine efficacité juridique à tous les effets civils. »

## La peine capitale
En 1969, le Vatican abolit la peine capitale, envisagée dans la législation en 1929 et adoptée sur la base de la loi italienne, mais qui n'a jamais été exercée.

## Délits mineurs par habitant
De par sa petite taille, le Vatican a pour résultats quelques bizarreries statistiques : des millions de personnes visitent le pays chaque année et la plupart des délits commis sont des petits vols - à l'arraché, vol à la tire et vol à l'étalage - commis par des étrangers. Les calculs basés sur la population de 455 personnes, en 1992, ramènent les 397 fautes civiles, commises cette année-là, à 87,2 % de la population, tandis que les 608 infractions pénales atteignent 133,6 %.

## Les deux affaires criminelles
Deux événements criminels majeurs sont commis au Vatican, durant les années récentes : 

### La tentative d'assassinat du pape

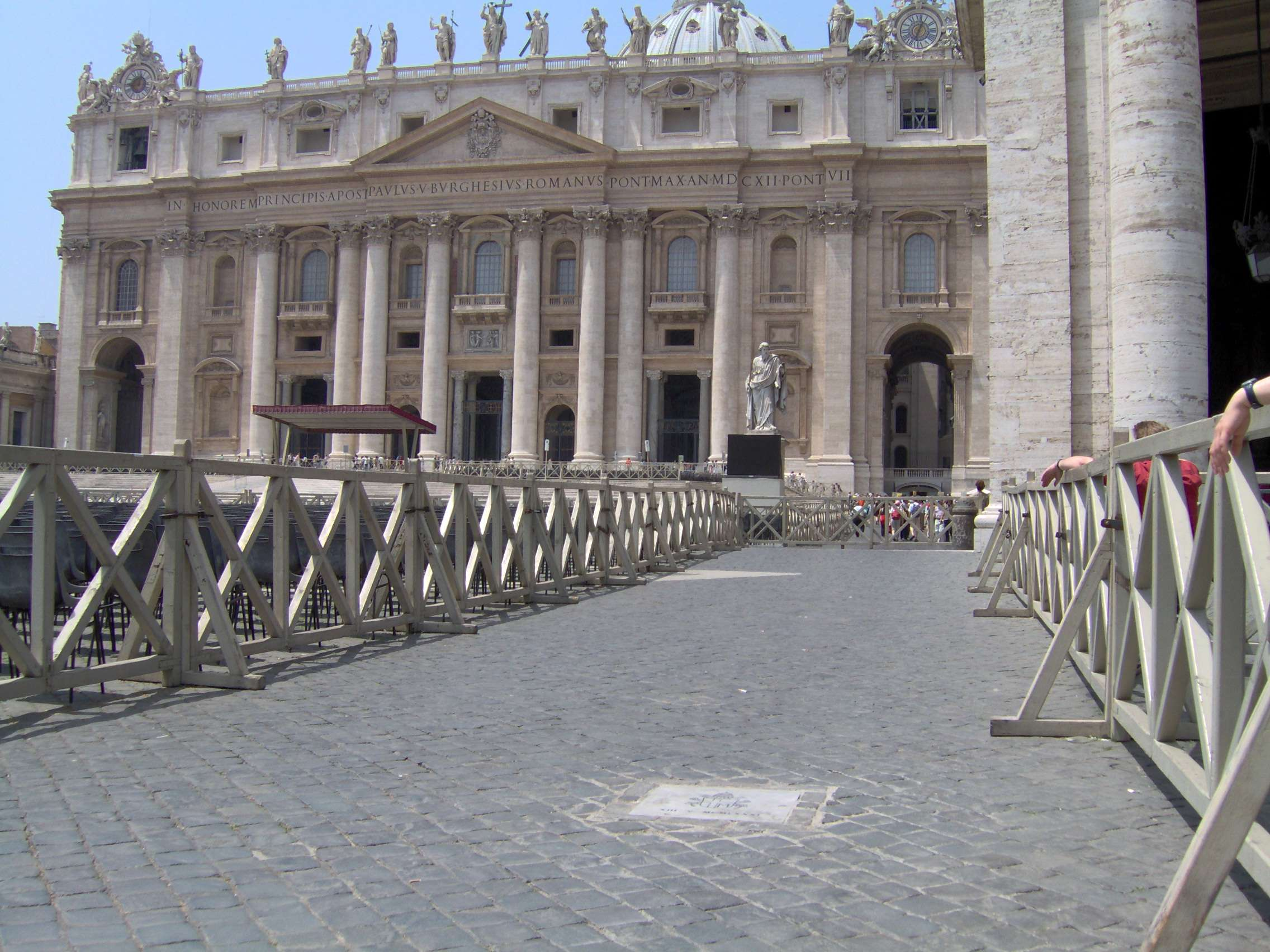
Lieu de la tentative d'assassinat du pape Jean-Paul II

Le 13 mai 1981, le pape Jean-Paul II  subit une tentative d'assassinat par Mehmet Ali Agca. Cet épisode conduit à un renforcement des rôles fonctionnels et non-rituels des gardes suisses. Cela inclut une formation plus poussée au combat à mains nues et sur les armes légères. Celles-ci sont les mêmes que celles utilisées dans l'armée Suisse. Ağca, condamné à l'emprisonnement à vie en Italie pour la tentative d'assassinat de Jean-Paul II, fut gracié après 19 ans passés derrière les barreaux, par le président italien Carlo Azeglio Ciampi et extradé vers la Turquie le 14 juin 2000.
Il existe une autre théorie : l'implication de la Cosa Nostra, dans la tentative d'assassinat de Jean-Paul II . Selon plusieurs repentis, l'organisation criminelle aurait joué un rôle logistique. L'archevêque Paul Casimir Marcinkus est également impliqué dans cette théorie. Selon la théorie du journaliste David Yallop Paul Marcinkus est alors promu par le pape Jean-Paul II pro-président de la Cité du Vatican, faisant de lui la troisième personne la plus puissante au Vatican, après le pape et le secrétaire d'État.

### L'assassinat du Commandant de la Garde Suisse
Le 4 mai 1998, la garde suisse pontificale connaît un grand scandale : le commandant de la garde, Alois Estermann est assassiné dans la Cité du Vatican. Selon la version officielle du Vatican, Estermann et son épouse, Gladys Meza Romero, sont assassinés par le jeune garde suisse Cédric Tornay qui se suicide juste après. Estermann avait été nommé commandant de la garde suisse la veille. Comme toujours au Vatican qui cultive le secret nourrissant les rumeurs, cette version est contestée et d'autres versions plus ou moins extravagantes (dont des théories complotistes) voient le jour,,.

## Les autres affaires

### Plainte contre le Vatican, par les victimes de l'holocauste
En 1999, une action de recours collectif est engagée entre les survivants de l'holocauste, la Banque du Vatican et l'ordre des Franciscains auprès du tribunal de San Francisco en Californie le 15 novembre 1999. Les motifs du recours collectif sont l'enrichissement de conversion, injuste, la restitution, le droit à une comptabilité, les violations des droits de l'homme et les violations du droit international.
L'action contre la banque du Vatican est annulée en 2007 en raison de l'immunité souveraine.

### La collaboration avec les Oustachis
Le Vatican est soupçonné d'avoir joué un rôle dans la fuite du régime des Oustachis, soupçonné de génocide en Yougoslavie (entre 1941 et 1945). Le régime traqué par les troupes du Maréchal Tito parvient à s'exiler, avec l'aide du Vatican, en Amérique du Nord, en Amérique du Sud, ou encore dans l'Espagne franquiste. Cette affaire n'a pas donné lieu à des poursuites officielles.

### Le trésor de la Croatie
En liaison avec la fuite du régime des Oustachis, selon un rapport de 1998 publié par le Département d'État américain, le Trésor de l'État indépendant de Croatie a été illicitement transféré à la Banque du Vatican et d'autres banques après la fin de la Seconde Guerre mondiale,. Pour sa part, le Vatican a toujours nié toute participation aux crimes d'Ustaše ou à la disparition du Trésor croate, mais a refusé d'ouvrir ses archives de temps de guerre qui permettraient de justifier sa défense.
Le 21 octobre 1946, un rapport top secret de l'agent du Trésor américain Emerson Bigelow (appelé le rapport Bigelow), déclassifié en 1997, mentionne une « source fiable en Italie » (corroborant des preuves déjà obtenues par la Criminal Investigation Division de l'Armée des États-Unis), qui a alerté son supérieur : les responsables croates avaient envoyé « en dépôt » à la Banque du Vatican 350 millions de francs suisses (CHF) confisqués, des pièces d'or en grande partie. En chemin, quelque 150 millions de CHF auraient été saisis par le Royaume-Uni, à la frontière austro-suisse, ce qui dévoila le transfert secret au public. « Ce rapport n'a aucun fondement dans la réalité » a déclaré le porte-parole du Vatican Joaquin Navarro-Valls, au Time magazine.

### Le père Paul Marcinkus
Le père Paul Marcinkus, interprète de Jean XXIII, garde du corps de Paul VI, est nommé pro-président de la Commission pontificale pour l'État de la Cité du Vatican en 1981, au troisième rang derrière le pape et le secrétaire d'État. Il conserve cette fonction jusqu'en 1984. Il est cité dans plusieurs autres affaires ; il est soupçonné, voir ci-dessous, d'avoir été en rapport avec l'organisation criminelle italienne Banda della Magliana.

#### Le scandale de la Banque du Vatican
La Banque du Vatican était le premier actionnaire de la Banco Ambrosiano. Le père Marcinkus, également chef de l'Institut pour les œuvres de religion de 1971 à 1989, est inculpé en Italie (1982) pour avoir joué un rôle dans l'effondrement (3,5 milliards de dollars) de la Banco Ambrosiano : il s'agit de l'un des plus grands scandales financiers d'après-guerre. La Banco Ambrosiano a été accusée de blanchiment d'argent de la drogue pour la mafia sicilienne.

#### Rôle présumé dans l'enlèvement de Emanuela Orlandi
Le 22 juin 1983, Emanuela Orlandi, fille d'un important fonctionnaire du Vatican et citoyenne vaticane, est enlevée. En juin 2008, Sabrina Minardi, témoin lors du procès contre la Banda della Magliana, ex-compagne du chef de bande Enrico De Pedis, a déclaré qu'Emanuela Orlandi aurait été enlevée et tuée par l'organisation criminelle de De Pedis. De Pedis, qui était en contact avec Marcinkus à travers Roberto Calvi, aurait dit que l'enlèvement venait d'un ordre de Marcinkus, qui voulait envoyer un « message ».
La publication des procès-verbaux de Sabrina Minardi à la magistrature a suscité la protestation du Vatican. Marcinkus, étant mort, ne sera pas poursuivi. En mai 2012, le père Gabriele Amorth affirme qu'Emanuela Orlandi aurait été enlevée par un membre de la police du Vatican pour des parties sexuelles, puis assassinée.

#### Théorie sur la mort du pape Jean-PaulIer
Jean-Paul Ier décède 33 jours après son élection. Une théorie apparaît concernant son empoisonnement. Selon celle-ci, Marcinkus est également en cause. Lorsque Jean-Paul Ier devient pape en 1978, il est informé de suppositions d'actes répréhensibles à la Banque du Vatican : le nouveau pape demande à Jean-Marie Villot, le cardinal secrétaire d'État et chef de la Curie papale, de mener une enquête de fond. Le décès de Jean-Paul, par cette théorie, peut laisser supposer qu'il a été assassiné en raison de la découverte d'un scandale. Cette théorie contredit la version officielle du décès du pape mais elle est corroborée par les déclarations du repenti Vincenzo Calcara au juge Paolo Borsellino. 

## Impunité du Vatican et de Marcinkus
L'article 11 des accords du Latran stipulent que :
« Les organismes centraux de l’Église catholique sont exempts de toute ingérence de la part de l’État italien (sauf les dispositions des lois italiennes concernant les acquisitions des personnes morales) et de la conversion quant aux biens immobiliers. »
En 1987, Marcinkus et d'autres dirigeants de l'Institut pour les œuvres de religion font l'objet d'une enquête pour banqueroute frauduleuse et un mandat d'arrêt est émis par la magistrature italienne en rapport au krach du Banco Ambrosiano. Après quelques mois, la Cour de cassation et la cour constitutionnelle annulent le mandat sur la base de l'article 11 des accords du Latran. Marcinkus a un passeport du Vatican. Celui-ci quitte l'Église et la présidence de la banque vaticane. Revenu à l'archidiocèse de Chicago en 1990, il s'établit plus tard dans l'Arizona, où il meurt à Sun City à l'âge de quatre-vingt-quatre ans.